# اتصال أسرع من الضوء
الاتصال الأسرع من الضوء هو العملية الإفتراضية التي تمكن المرء من إرسال المعلومات بسرعات أسرع من الضوء (FTL).
وتشمل بعض النظريات والتجارب ما يلي:
- سرعة المجموعة > تجارب c
- اقتران الموجة سريعة التلاشي
- جسيمات التكيونات
- لا محلي الكم

وفقا للنظرية المتفق عليها حاليًا، هناك ثلاثة من هذه الظواهر لا تنتج اتصالاً أسرع من الضوء على الرغم من أنها قد تعطي مظهرها ولكن ببعض الشروط. أما بالنسبة للنظرية الثالثة، وهي جسيمات التاكيونات، فيمكن القول بأنها لا وجود لها حيث أن وجودها افتراضيًا؛ حتى وإن كان وجودها مثبتًا، فيبدو أن محاولات قياس الكمية لها تشير إلى عدم إمكانية استخدامها في الاتصال الأسرع من الضوء وذلك لأن التجارب لإنتاج أو امتصاص جسيمات التاكيونات غير متحكم بها كليةً.
وإذا افترضنا إمكانية وجود ثقوب دودية، عند ذلك يمكن الإرسال بالأساليب الأقل من سرعة الضوء العادية من خلالها لتحقيق سرعات نقل أسرع من الضوء. وبمراعاة أن الطاقة الهائلة التي تشير إليها النظريات الحالية ضرورية لفتح ثقب دودي كبير بما يكفي لتمرير مركبات فضائية من خلاله، فربما يكون الشيء العملي الوحيد هو عمل ثقوب دودية على المستوى الذري فقط مع قصر استخدامها لنقل المعلومات فقط. قد تمنع بعض نظريات تكوين الثقب الدودي من أن تصبح «ثقوبًا زمنية» أبدًا بما يتيح للاتصال الأسرع من الضوء بعدم التعقيد الإضافي بإتاحة الاتصال بالماضي.
في نظرية ميكانيكا الكم القياسية، من المسلم به عمومًا أن تمنع نظرية عدم الاستنساخ الاتصال الأسرع من الضوء من خلال التشابك الكمي فقط، مما يؤدي إلى نظرية عدم الاتصال. بالنظر إلى تجربة فكرة أي بي آر، وافتراض إمكانية نسخ الحالة الكمية. يمكن لأليس إرسال بيانات بوحدات البايت إلى بوب على النحو التالي:
إذا رغبت أليس في إرسال رقم '0'، فتقوم بقياس دوران إلكترونها في الاتجاه z وانهيار حالة بوب إما إلى |z+&<B أو |z-&<B. إذا رغبت أليس في إرسال رقم '1' فتقوم بقياس دوران إلكترونها في الاتجاه x وانهيار حالة إلكترون بوب إما إلى |x+&<B أو |x-&<B. يقوم بوب بإنشاء نسخ عديدة من حالة إلكترونه ويقوم بقياس دوران كل نسخة في اتجاه z . إذا أرسلت أليس '0' سوف تنتج كل قياسات بوب نفس النتيجة؛ وإلا فسيتم تقسيم قياساته بالتساوي بين +1 / 2 و -1 / 2. وهذا من شأنه أن يسمح لأليس وبوب بالاتصال عبر فواصل شبيهة بالفضاء.
ومع ذلك، أشار بعض الكتاب إلى أن بعض حجج عدم الاتصال على الأقل هي تكرار للمعنى ولها حدود على بناء الاتصالات الأسرع من الضوء في افتراضات البداية.
على الرغم من أن هذا النوع من الاتصال محظور في تجربة الفكرة المذكورة أعلاه إلا أن البعض يجادل بإمكان تحقيق الاتصال الأسرع من الضوء عن طريق التشابك الكمي باستخدام طرق أخرى لا تعتمد على استنساخ نظام الكم. قد تستخدم إحدى الطرق المقترحة مجموعة من الجسيمات المتشابكة لنقل المعلومات، مماثلة لنوع تجارب مزيل الكم. وبما أن تجارب مزيل الكم تعتمد على قناة اتصال تقليدية أسرع من الضوء للكشف عن التزامن، فمن غير الواضح إمكانية حدوث الاتصال الأسرع من الضوء بواسطة هذه الطريقة. يحاول الفيزيائي جون جي كريمر في جامعة واشنطن تكرار واحدة من هذه التجارب وإثبات ما إذا كان يمكن أن تنتج اتصالاً أسرع من الضوء أم لا.